# Баффало (Огайо)
Баффало (англ. Buffalo) — переписна місцевість (CDP) в США, в окрузі Гернсі штату Огайо. Населення — 373 особи (2020).

## Географія
Баффало розташоване за координатами 39°55′1″ пн. ш. 81°31′14″ зх. д. / 39.91694° пн. ш. 81.52056° зх. д. (39.916861, -81.520418).  За даними Бюро перепису населення США в 2010 році переписна місцевість мала площу 1,27 км², уся площа — суходіл.

## Демографія
Згідно з переписом 2010 року, у переписній місцевості мешкала 401 особа в 183 домогосподарствах у складі 112 родин. Густота населення становила 316 осіб/км².  Було 218 помешкань (172/км²).
Расовий склад населення:
| - 99,0 % — білих - 0,2 % — корінних американців |

До двох чи більше рас належало 0,7 %. Частка іспаномовних становила 0,7 % від усіх жителів.
За віковим діапазоном населення розподілялося таким чином: 21,4 % — особи молодші 18 років, 63,4 % — особи у віці 18—64 років, 15,2 % — особи у віці 65 років та старші. Медіана віку мешканця становила 44,4 року. На 100 осіб жіночої статі у переписній місцевості припадало 100,5 чоловіків;  на 100 жінок у віці від 18 років та старших — 90,9 чоловіків також старших 18 років.
Середній дохід на одне домашнє господарство  становив 36 234 долари США (медіана — 31 087), а середній дохід на одну сім'ю — 42 842 долари (медіана — 39 844). 
Цивільне працевлаштоване населення становило 136 осіб. Основні галузі зайнятості: мистецтво, розваги та відпочинок — 21,3 %, будівництво — 17,6 %, освіта, охорона здоров'я та соціальна допомога — 16,9 %.